# Laurino
Laurino är en ort och kommun i provinsen Salerno i regionen Kampanien i Italien. Kommunen hade 1 475 invånare (2017).